# 프랑크인
프랑크인(라틴어: Franci 프랑키[*], gens Francorum 겐스 프랑코룸[*])은 게르만 무리의 일파이며, 이 명칭은 3세기의 로마 사료에서 처음으로 언급되었고, 로마 제국의 경계인 라인강 하류와 중류에 있는 게르만 부족들과도 관련이 있다. 시간이 흘러, 이 용어는 로마 제국 붕괴 시기에 로마화된 게르만족 왕조와도 관련이 있으며, 이들은 결국엔 루아르강과 라인강 사이에 영토 전역을 다스렸고, 로마 이후의 많은 왕국들과 게르만족들에게 영향을 미쳤으며, 이후에는 서로마 제국의 옛 통치자들의 계승자로 가톨릭 교회의 공인을 받았다.
프랑크인이라는 명칭이 3세기까지 나타나지는 않았지만, 최소한 일부 본래의 프랑크인 부족들은 로마인들에게 병사들을 제공해주는 동맹이자 적들 모두로서, 자신들의 부족들의 명칭으로 오랜 기간 알려졌다. 로마와 이들의 동맹이 라인강 지역의 지배권을 상실할 때, 그 새로운 명칭이 등장했다. 프랑크인들은 로마의 영토를 함께 약탈할 때 처음으로 기록되었지만, 이 약탈의 시작은 색슨인/작센인들 그리고 수 세기간 밀접한 접촉을 가졌고, 로마의 영토로 이주하길 열망하던 변경 부족들이 프랑크인들의 변경 지역에서 프랑크인들을 공격한 것과 연관이 되어 있었다.
라인강에 있는 로마 국경 지역 내에 살던 프랑크인들은 로마 영토내에서 거주하는 것이 최초로 허용되면서 처음으로 출현한 잘리어 프랑크인/살리이족과 수 많은 시도 끝에 로마의 국경 도시 쾰른을 정복하고 라인강 서부 기슭을 차지한 리푸아리인/라인란트 프랑크인이었다. 이후, 지방 세력들 간의 분쟁의 시기인 450년대와 460년대에, 프랑크인 출신인 킬데리크 1세는 로마령 갈리아 (대략 오늘날 프랑스)에서 다양한 민족군들로 이뤄진 동맹군과 로마군을 지휘하던 몇몇 군 지휘관 중 한 명이었다. 킬데리크와 그의 아들 클로비스 1세는 루아르 세력과 관련된 프랑크인의 ‘왕위’를 두고 로마인 아이기디우스의 도전에 직면했다. (투르의 그레고리우스에 따르면, 아이기디우스는 킬데리크가 추방당한 8년 동안에 프랑크인의 왕위를 지녔다고 한다.) 알라리크 1세에게서 영감을 받았을 것으로 보이는, 이 새로운 왕위는 라인강 변경의 모든 프랑크족 계열의 왕국들에게 지배권을 행사했을 뿐이 아니라, 6세기에 갈리아 전역을 정복한 메로빙거 왕조의 시작을 상징한다. 800년에 서유럽의 새로운 황제로 여겨지던 카롤링거 왕조는 메로빙거 제국에 토대를 두었다.
중세 시대에서 프랑크인이라는 단어는 카롤링거 제국의 프랑크인들이 서유럽의 대부분의 지배자였기에, 서유럽인의 동의어로 사용되었으며, 프랑스 혁명 시기에 들어서야 막을 내린, 유럽의 앙시앵 레짐의 기초가 된 정치적 질서를 확립했다. 서유럽인들은 로마 가톨릭교회에 대한 프랑크인들의 믿음을 공유했고 유럽 대륙 너머 레반트에서 일어난 십자군 전쟁의 동맹으로 활약했으며, 그곳에서 서유럽인들은 그들 스스로와 그들이 세운 공국들을 프랑크인, 프랑크인들의 것으로 나타냈다. 이 명칭은 많은 언어들에서 서유럽인들에 대한 명칭으로 지속적인 영향력을 가졌다.
프랑크인 계열 왕국들이 시작되면서 동부 지역의 프랑크인 및 게르만인 지역과 메로빙거 제국이 로마의 영토에 세운 서부 지역 사이는 정치적, 법적으로 분리되었다. 프랑크 왕국의 동부는 새로히 “신성 로마 제국”으로 여겨졌고, 근세 시기에 때로는 “독일”이라 불렸다. “프랑크인”들의 서유럽에서는 메로빙거나 “잘리어” 서프랑크 왕국이 로마령 갈리아에서 세워졌고 로망스어군으로 소통했으며, 프랑크인에서 직접적으로 전래된 명칭인 “프랑스”로서 오늘날까지 계속되고 있다.

## 어원

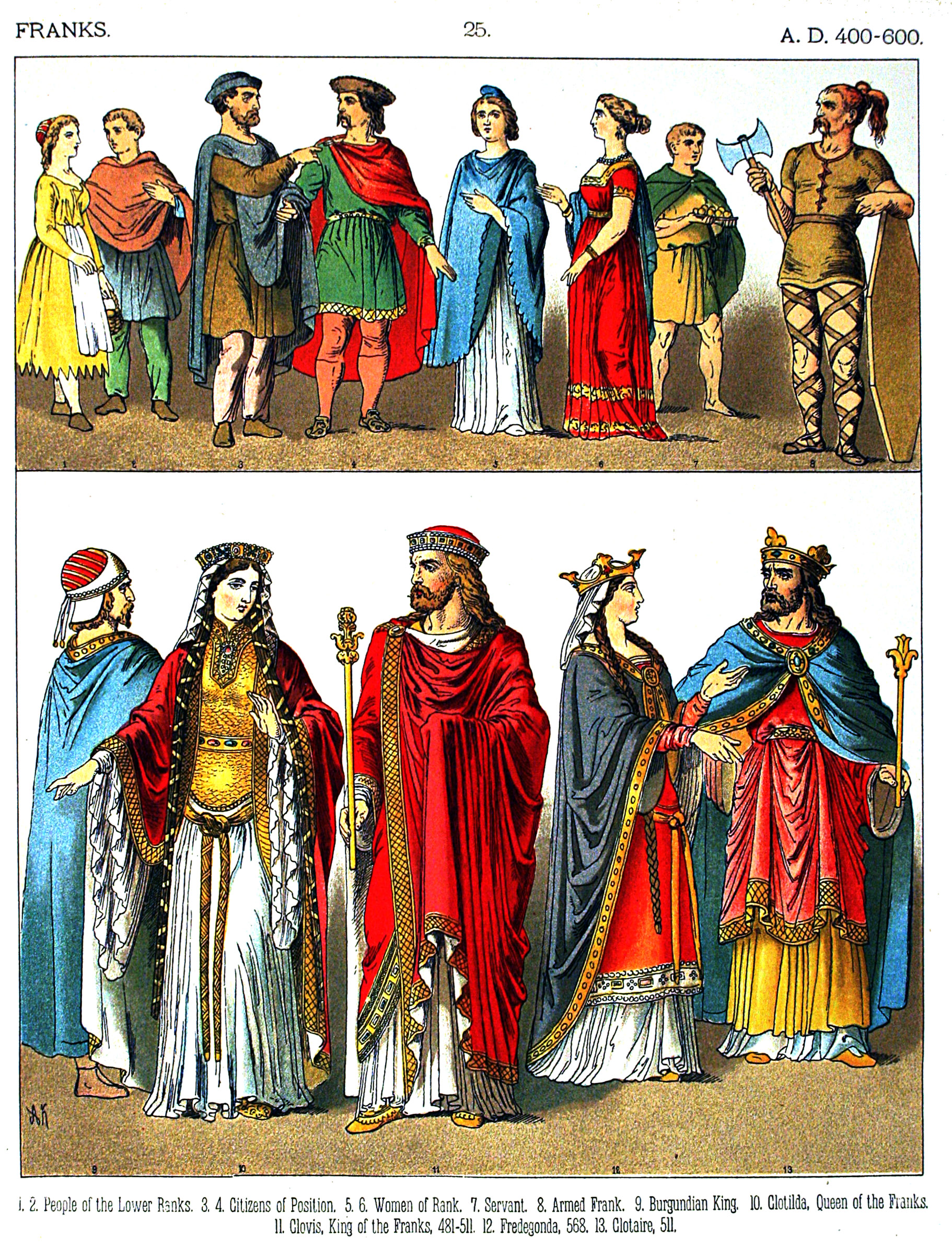
프랑크인에 대한 19세기의 다른 묘사 (400–600년)

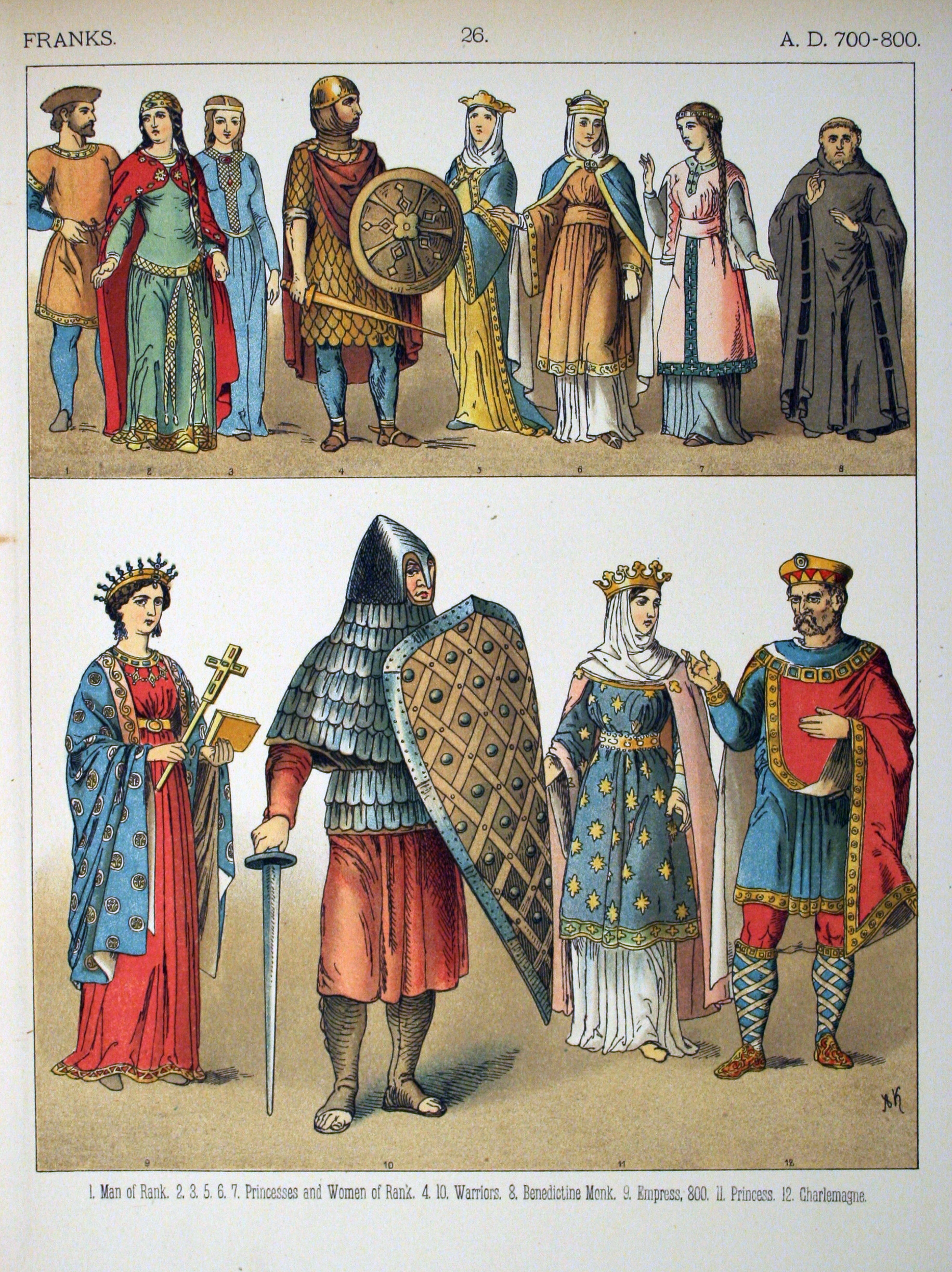
프랑크인에 대한 19세기의 다른 묘사 (700–800년)

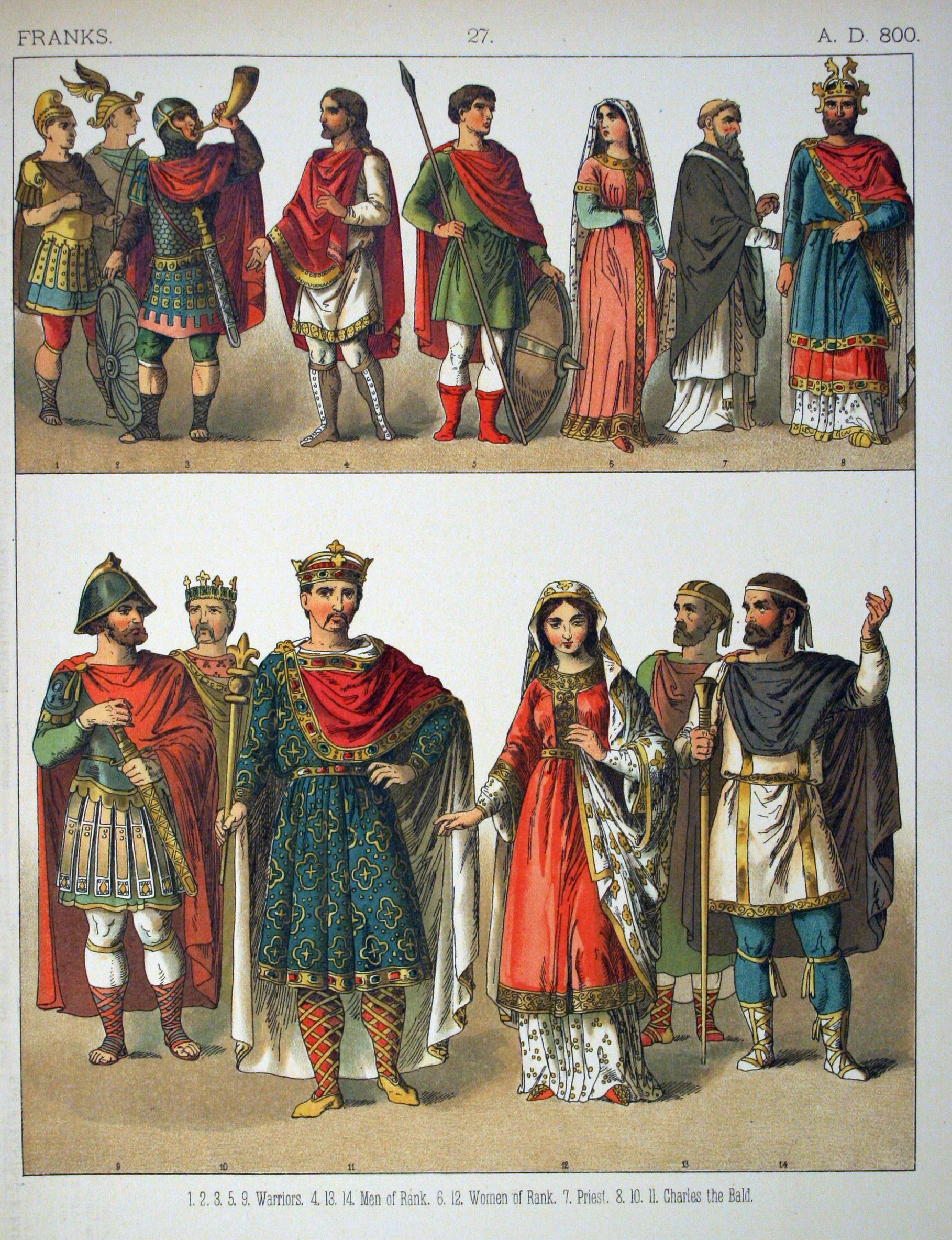
프랑크인에 대한 19세기의 다른 묘사 (800년경)

프랑크인을 나타내는 라틴어 명칭인 프랑키 (Franci)는 한 부족의 명칭이 아니라, 몇 세기 동안에 각자의 명칭을 지니고 있던 민족들을 가리켜 지칭한 것이었다. 에드워드 기번과 야코프 그림의 선례를 따라, 프랑크인의 명칭은 본래 “자유”를 의미하는, 영어의 형용사 "frank"와 연관지어졌다. 프랑크라는 명칭이 "재블린" (고대 영어: franca이나 고대 노르드어: frakka 같은)을 뜻하는 게르만어 계열 단어에서 온 곳이라는 주장도 제기되었다. "사나운", "용감한" 또는 "무례한" (독일어: frech, 중세 네덜란드어: vrac, 고대 영어: frǣc, 고대 노르드어: frakkr)을 뜻하는 다른 게르만어 단어들 역시도 중요할 수도 있다.
에우메니우스는 306년에 콘스탄티누스 1세가 일으킨 트리어 사건에서 벌어진 프랑크인 포로 처형 문제와 특정 조치에 관하여 프랑크인들에게 이야기를 했다: 라틴어: Ubi nunc est illa ferocia? Ubi semper infida mobilitas? ("당신들의 포악함은 현재 어디에 있습니까? 도저히 신용할 수 없는 변덕스러움은 어디에 있습니까?"). 라틴어 단어 라틴어: Feroces는 프랑크인을 묘사하는 데 자주 쓰였다. 동시대 프랑크인의 민족성에 대한 정의는 시기 별과 관점에 따라 바뀌었다. 700년에 성 마르쿨이 작성한 식문지는 혼혈이 이뤄진 인구 구성에서 국가 정체성의 연속을 묘사했고, "공식적 영토에 거주하는 프랑크인, 로마인, 부르군트인, 다른 나라 출신들의 모든 사람들은 살아간다 ... 그들의 법률과 관습에 따라서."라고 나타냈다. 2009년에 논문을 쓴, 크리스토퍼 위컴 교수는 " 'Frankish' (‘프랑크인의’를 의미하는 영어 단어 형용사)가 독점적인 민족적 의미를 재빨리 멈추게 했다. 루아르강 북쪽의 민족들은 7세기 말 쯤에는 프랑크인이라고 여겨진 것으로 보이며, 로마니 (Romani, 로마인)들은 본질적으로 7세기 이후 아키텐의 거주민들이었다."라고 지적했다.

## 신화에서 기원
조금 더 유명한 투르의 그레고리우스가 쓴 프랑크인의 역사를 제외하고, 프랑크인의 기원을 다룬, 두 가지 더 다채로운 초기 사료들은 프레데가르 연대기이라 알려진 7세기 저서와 1년 뒤에 쓰인, 정체불명의 인물이 쓴 라틴어: 리베르 히스토리아이 프랑코룸이다.
프레데가르 연대기의 저자는 프랑크인들이 원래는 트로이에서 왔다고 주장했고 베르길리우스와 히에로니무스의 작품들 인용했으며, 프랑크인들은 히에로니무스들의 저작들에 언급되었다. 연대기는 프리아모스를 트로이 멸망 이후 마케도니아로 이주한 프랑크인의 왕으로 묘사했다. 마케도니아에서, 프랑크인들은 나뉘었다. 유럽계 프랑크인들은 로물루스가 로마에 간 것처럼, 프랑키오 (Francio) 왕의 지도하에 프랑키아에 이르렀다. 투르초트 (Turchot) 왕 휘하의 다른 분파는 튀르크족에 동화되었다. 프레데가르는 프리아모스, 프리가 (Friga), 프랑키오의 후손이라고 그레고리우스가 가리킨, 프랑크인의 왕 테오데메르를 언급했다.
또다른 문서 게스타 (라틴어: Gesta)는 프리아모스와 안테노르가 이끄는 12,000명의 트로이인들이 어떻게 트로이에서 러시아에 있는 돈강과 도나우강이 있는 판노니아으로 항해를 했고, 아조프해 인근에 정착했는지를 묘사한다. 그곳에서 그들은 시캄브리아 (Sicambria) 라는 도시를 세웠다 (시캄브리족들은 로마 초기 제정 시기 프랑크인들의 고향땅에서 가장 잘 알려진 부족이며, 프랑크인이라는 이름이 등장하기 오래 전에 패배하고 흩어졌다고 여전히 기억되었다.) 트로이인들은 로마군에 입대하여, 자신들이 프랑크인 (“야만인”이라는 뜻)이라는 이름을 받은, 마이오티스의 습지대로 들어가, 로마인들의 적들을 몰아내는 임무를 완수해냈다. 10년 뒤, 로마인들은 프리아모스를 죽이고 프리아모스와 안테노라의 아들들인 마르코메르와 순노 외에 다른 프랑크인들을 몰아냈다.

## 역사

### 초기 역사
초기 프랑크인들에 대한 주요 1차 사료들에는 파네기리키 라티니, 암미아누스 마르켈리누스, 클라우디우스 클라우디아누스, 조시모스, 시도니우스 아폴리나리스, 투르의 그레고리오스 등이 포함된다. 프랑크인들은 로마 황제들의 생애를 엮어 쓴 히스토리아 아우구스타에서 처음 언급되었다. 서적내에서 어떠한 자료에서도 어떤 부족이나 어떤 부족의 일부가 프랑크인들이 되었거나 그들의 정치와 역사를 상세하게 기록해둔 부족들의 목록에 나타내지는 않았지만, 에드워즈 (1988, 35쪽)는 다음과 같이 인용했다:
4세기에 기쁘게 기록한 로마의 군가는 260년대와 관련이 있으며, 동시대 사료에서 프랑크인들의 첫 등장은 289년이었다. (...) 카마비족들은 289년 초에, 브룩테리족은 307년부터, 카투아리족은 306년에서 315년 사이부터, 살리이인 또는 잘리어인들은 357년부터, 암프시바리이족과 투반테스족은 364년경부터 프랑크인들로서 언급되었다.
288년에 로마 황제 막시미아누스는 잘리어 프랑크인, 카마비족, 프리슬란트인, 라인강을 따라 거주하던 다른 게르만 부족들을 격퇴시키고 인력 수습과 다른 게르만 부족들의 정착을 막기 위하여 그들을 게르마니아 인페리오르로 이동시켰다. 292년에 콘스탄티누스 1세의 아버지인 콘스탄티우스는 라인강 어귀에 정착했던 프랑크인들을 격퇴시켰다. 프랑크인들은 톡산드리아 지역 인근으로 이주당했다. 에우메니우스는 콘스탄티우스가 톡산드리아에 정착한 프랑크인들과 라인강 너머로 건너간 다른 부족들을 “죽이고, 몰아내며, 사로잡고 납치했다.”라고 언급했고, 처음으로 프랑크인/민족/국가 (nationes Franciae)라는 단어를 처음으로 썼다.
초기 시기에는 프랑크인이라는 단어가 국경에 사는 이들을 뜻하거나, 때로는 해안 지역의 프리슬란트인들을 포함시켰던 것으로 보인다:
프랑크인들은 로마의 문서에서 동맹 (라틴어: laeti)이자 적 (라틴어: dediticii)으로 묘사되었다. 대략 260년에 프랑크인의 한 무리가 오늘날 스페인의 타라고나까지 뚫고 들어가, 로마군에게 제압되어 추방당하기 전까지 대략 10년 간 그 지역을 성가시게 했다. 287년 또는 288년에 로마의 카이사르 막시미아누스는 교전 없이 프랑크인들의 지도자 게노바우트와 그의 추종자들을 항복시켜냈다. 그러고 나서 막시미아누스는 톡산드리아 (오늘날 저지대)의 잘리어인들을 로마 제국의 권위를 받아들이도록 하게 했으나, 브리타니아 재정복으로 성공할 수 없었다.
보피스쿠스가 썼을 가능성이 있는 아우렐리아누스의 생애는 328년에 프랑크인 약탈자들이 마인츠에서 주둔하는 제6군단에게 포로로 잡혔다고 언급한다. 이 사건을 계기로, 700명의 프랑크인들이 살해당하고 300명이 노예로 팔렸다. 라인강 너머로 프랑크인들의 습격은 너무 잦게 되어서 로마인들은 그들을 통제하기 위해 자신들의 국경에 프랑크인들을 정착하도록 시켰다.
프랑크인들은 로마의 도로에 관한 지도책인 포이팅거 지도에서 언급되었다. 포이팅거 지도는 3세기의 정보를 반영하는, 4세기나 5세기의 지도를 카피한 13세기의 지도책이다. 로마인들은 유럽의 형태를 알고 있었으나, 그들의 지식은 지도에서 분명하지 않았고, 한 지점에서 한 지점으로 이어지는 도로들에 실용적 안내뿐이었다. 이 지도의 라인강 지역 중앙에 프랑키아라는 단어는 브룩테리족에 대한 오기에 가깝다. 마인츠 너머는 수에비족들의 터전인 수에비아이고, 그 너머는 알레만니족들의 터전 알레만니아이다. 라인강 어귀에 네 부족들에는 카우키족, 암시바리이족 (엠스강 거주민), 케루스키족, qui et Pranci ('프랑크인이기도 한')이라는 수식어의 카마비족을 묘사했다. 이는 카마비족이 프랑크인으로 고려되었다라는 것을 암시한다. 지도책은 아우구스투스가 의뢰하여 제작한 20년 간의 생산 지도이자 세금 평가를 위한 로마의 재무 부서를 유지하기 위해 만든 오르비스 픽투스 (Orbis Pictus)를 근거로 했을 것이다. 오르비스 픽투스는 지도책처럼 전해지지는 않는다. 갈리아에 대한 로마 제국의 구역별 정보는 아마 이것으로부터 생겼을 것이다.

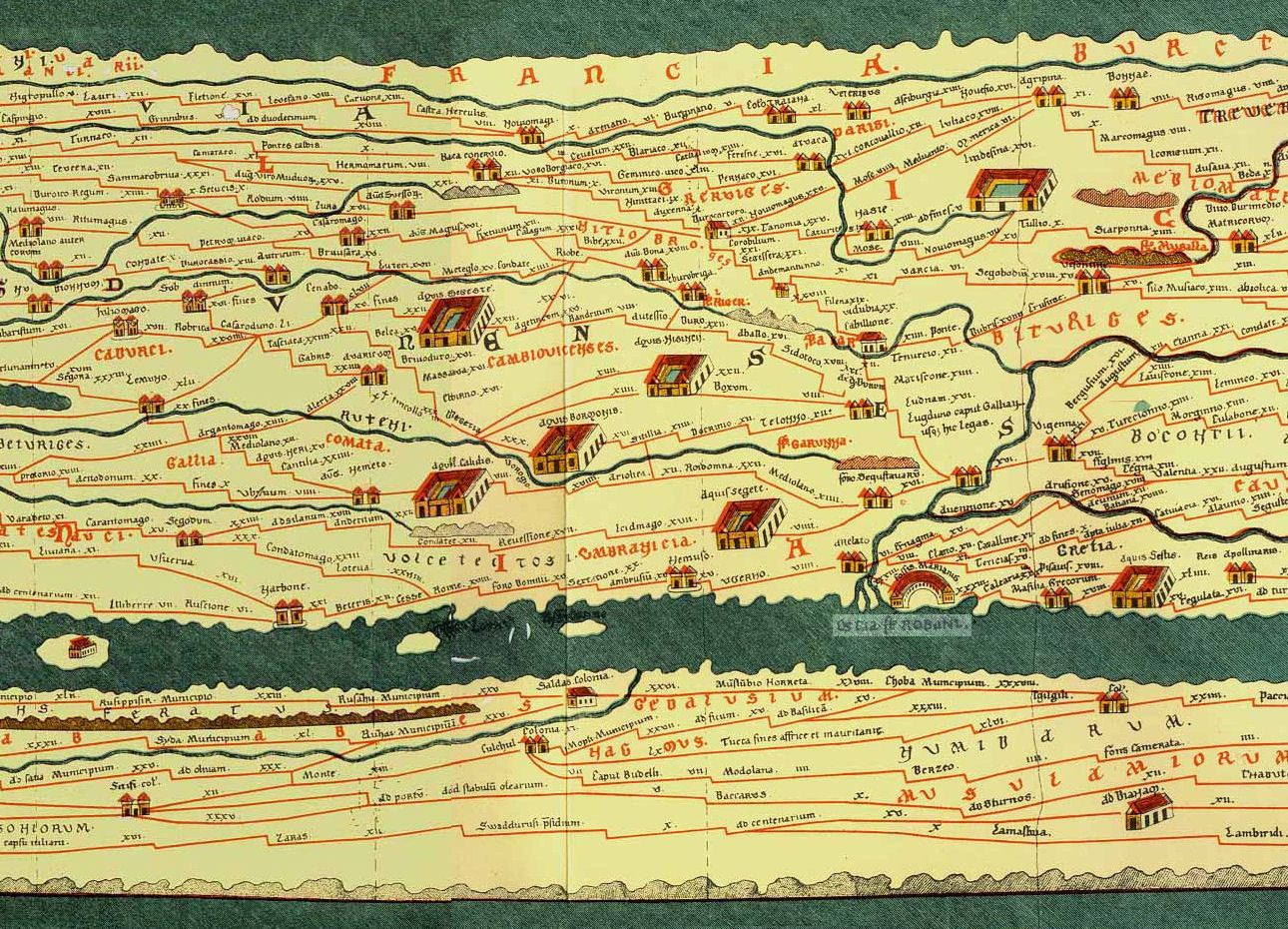
포이팅거 지도의 상세 모습, 지도 위쪽으로 프랑키아를 나타낸다

### 잘리어인
잘리어인들은 암미아누스 마르켈리누스가 358년에 “관습상 잘리어인이라 불렸던, 모든 최초의 프랑크인들”에 대한 율리아누스의 승리를 묘사하며 처음으로 언급했다. 율리아누스는 프랑크인들이 로마 제국내에서 포이데라티 신분으로 텍수안드리아에 머물고, 라인강과 마스강 삼각주에서 이주하는 것을 허용했다. 5세기의 노티티아 디그니타툼은 자신들의 병사를 잘리어인이라 기록했다.
몇 십년 뒤에, 잘리어인일 거 같은, 같은 지역의 프랑크인들이 스헬더강을 통제하고 영국 해협내 브리타니아를 연결하는 운송을 방해했다. 로마군이 이들을 겨우 제압시켰지만, 프랑크인들을 몰아내는 데 실패했고, 프랑크인들은 해적으로서 공포감을 계속 주었다.
잘리어인들은 일반적으로 오늘날 프랑스가 있는 남서쪽으로 나아가서 결국에는 메로빙거의 통치를 받은, 프랑크인들의 선조들로 여겨졌다 (아래 보기). 이는 메로빙거 왕조가 살리카법을 반포했고 이를 리게르강 (Liger, 루아르강)에서 본래 프랑크인들의 본거지 바깥에 자신들이 세운 서부 왕국인 실바 카르보나리아 (Silva Carbonaria)까지 이르는 네우스트리아 지역에 적용시켰기 때문이었다. 5세기에 클로디오 지도하의 프랑크인들은 로마인들의 땅으로 밀고 들어가, 실바 카르보나리아 또는 오늘날 서부 왈로니아 지역에 가로질러 있는 “목탄 숲” 너머로 나아갔다. 이 숲은 북쪽으로 본래 잘리어인들의 영토와 남쪽으로는 로마 속주인 벨기카 프리마 (Belgica Prima, 율리우스 카이사르가 오래 전에 벨기움이라 불렸던 지역과 대략적으로 일치하는)가 있는 조금 더 로마화된 지역의 경계였다. 클로디오는 투르네, 아르투아, 캉브레, 더 나아가 솜강 일대를 정복했다. 클로디오는 자주 장차 메로빙거 왕조의 시조로 여겨진다. 이후에 투르의 그레고리우스는 클로디오의 후손이라 여겨졌다는 기록을 남기기도 했던, 킬데리크 1세가 로마의 벨기카 세쿤다와 그외 지역을 다스렸을 것으로 여겨진다.
킬데리크 1세에 대한 기록들은 그가 꽤나 남쪽인 루아르 지역에서 로마군과 함께 활동했었음을 보여준다. 그의 후손들은 모든 방법을 통해 로마령 갈리아를 지배했고, 이것이 중세 프랑스가 된 배경인 프랑크계 나라 네우스트리아 왕국이 되었다. 킬데리크의 아들 클로비스 1세 역시도 실바 카르보나리아동쪽과 벨기카 세쿤다에 있는 더 많은 독립 프랑크계 왕국들의 대한 지배권을 차지했다. 이것은 프랑크계 나라 아우스트라시아 왕국이 되었고, 이 지역에 대한 초기 지칭어는 “리푸아리아”라고 나타냈다.

### 리푸아리아인

3세기 프랑크계 부족들의 대략적인 원래 위치

쾰른 지역인, 대략적으로 마인츠에서 뒤스부르크까지 라인강 일대 근처에서 거주하던 라인란트 프랑크인들은 잘리어인들과 분리되어 자주 여겨지고, 때로는 현대의 문서에서는 리푸아리아 프랑크인이라고 나타낸다. 라벤나 우주지에서는 프랑키아 레넨시스 (Francia Renensis)는 게르마니아 세쿤다 (게르마니아 인페리오르)에 있는 우비이족의 옛 시비타스를 포함하고, 마인츠를 포함시킨, 게르마니아 프리마 (게르마니아 수페리오르) 역시도 포함한다고 나타낸다. 잘리어인들처럼, 리푸아리아인들은 약탈자로서 그리고 군대에 대한 기여자로서 로마의 기록에 등장한다. 잘리어인들과는 다르게, 로마 제국이 자신들의 영토내에 이들의 거주를 공식적으로 인정했는지에 대해서는 기록이 없다. 이들은 쾰른을 차지하는데 성공했고, 그 시점에서 리푸아리아인이라는 명칭을 획득했을 것으로 보이며, 이름의 뜻은 “강가 사람들”을 의미했을 것이다. 어쨋든 메로빙거의 법전은 리푸아리아법이라 불렸고, 본래 잘리어인들의 땅을 포함한, 모든 옛 프랑크인들의 땅에 적용했을 것이다.
게티카에서 요르다네스는 리파리이인들을 451년 샬롱 전투 동안에 플라비우스 아이티우스의 보조병으로 언급한다 : "Hi enim affuerunt auxiliares: Franci, Sarmatae, Armoriciani, Liticiani, Burgundiones, Saxones, Riparii, Olibriones ..." 하지만 이 리파리인( Riparii, "강 거주자들")은 오늘날 리푸아리아 프랑크인으로 여겨지지 않고, 론강을 기반으로 한 군사 집단으로 알고 있다.
라인강을 사이로 낀 이들의 영토는 메로빙거 시대의 아우스트라시아 가운데의 일부가 되었고, 로마의 게르마니아 인페리오르 (나중에는 본래의 잘리어인과 리푸아리아인들의 땅을 포함하고, 중세의 하로타링기아와 대략적으로 일치하는 게르마니아 세쿤다)와 더불어 갈리아 벨기카 프리마 (중세 하로타랑기아와 유사한, 로마의 "벨기움") 그리고 라인강 동쪽 기슭의 땅들을 포함했다.

### 메로빙거 왕국 (481년–751년)

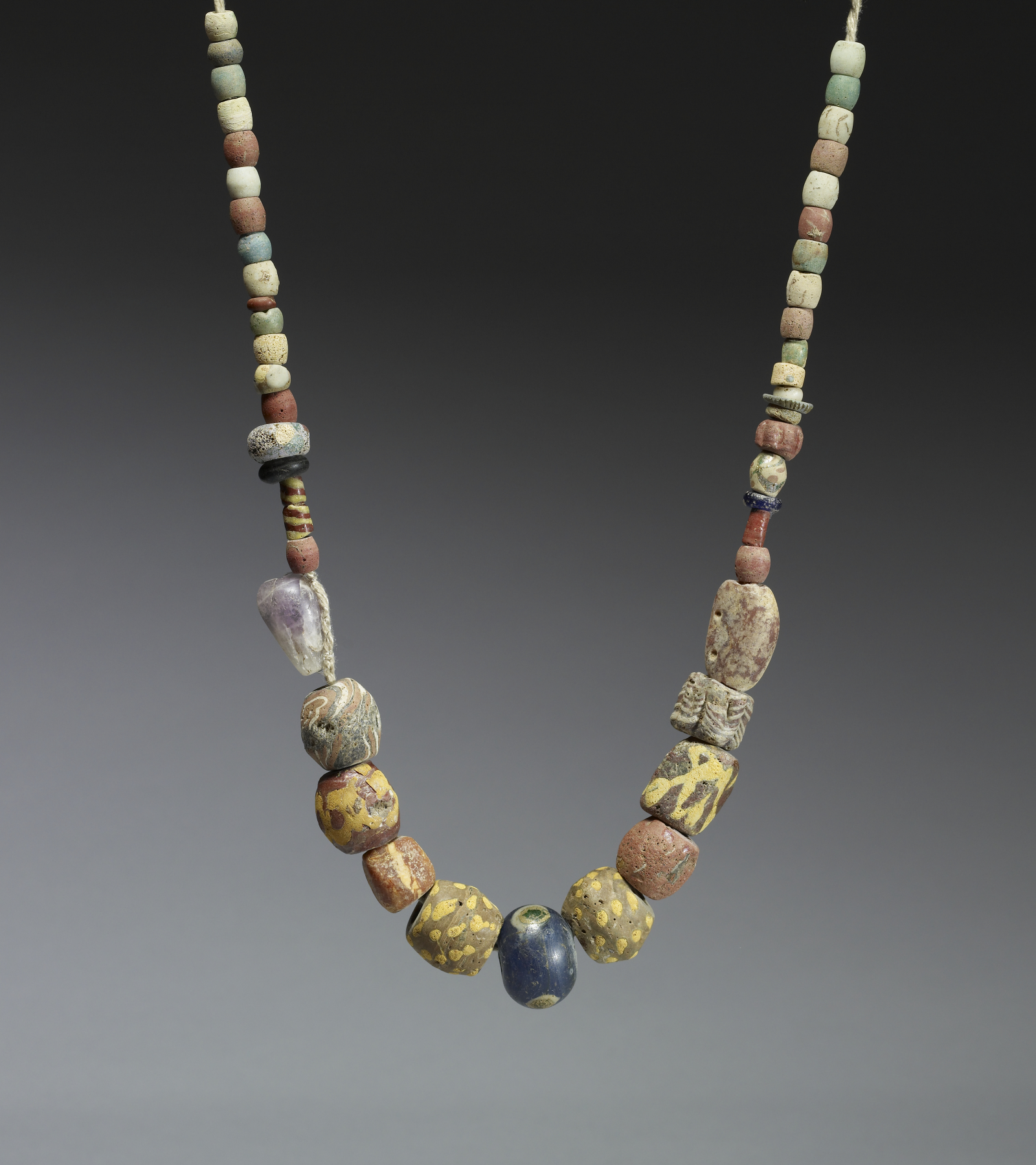
6-7세기의 중앙에 자수정 구술이 있는 유리와 자기로 된 구술 목걸이. 유사한 목설이들이 라인란트에 있는 프랑크인 여성의 무덤에서 발견되었다.

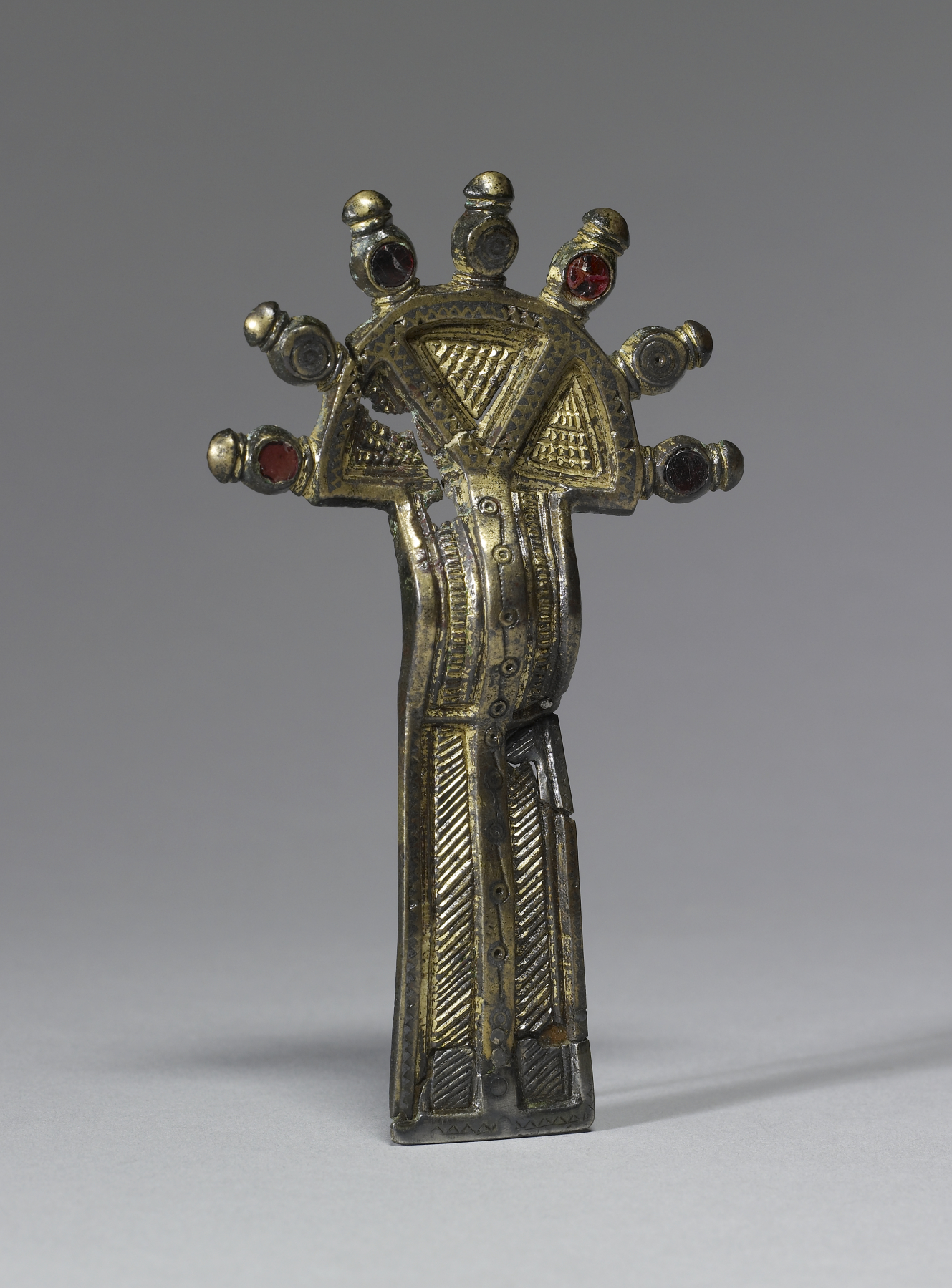
프랑스 북동부와 라인란트에서 발견된 6세기 피불라. 프랑크 귀족여성들은 어깨나 벨트 장식으로 한 쌍식 착용했다.

투르의 그레고리우스 (제2권)는 소규모 프랑크 왕국들이 5세기 동안 쾰른, 투르네, 캉브레와 다른 곳들에 존재했었다고 기록했다. 메로빙거 왕국은 마침내 다른 프랑크계 왕국들을 지배했는데, 북부 갈리아에 있는 로마의 권력 구조와 연관이 있기 때문이었던 것으로 보이며, 프랑크의 군대는 어느 정도 확실하게 로마군에 통합되었다. 아이기디우스가 원래는 마요리아누스가 임명한 북부 갈리아의 마기스테르 밀리툼이었으나, 마요리아누스 사망으로 프랑크군에 의존하는 로마의 반군으로 확실히 여겨졌다. 투르의 그레고리우스는 아이기디우스가 "프랑크인의 왕"이라는 직위를 가졌던 8년 간을 킬데리크 1세가 망명 생활을 했다고 기록했다. 결국에 킬데리크는 돌아와 그 직위를 차지했다. 아이기디우스는 464년 또는 465년에 사망한다. 킬데리크와 그의 아들 클로비스 1세, 이 둘을 클로비스의 동시대 종교 지도자 성 레미기우스는 로마의 벨기카 세쿤다 속주의 통치자로 묘사했다.
클로비스는 이후인 486년이나 487년에 아이기디우스의 아들 시아그리우스를 격퇴시키고 프랑크인 왕 카라리크를 사로잡아 처형시켰다. 몇 년 뒤에 그는 캉브레의 프랑크인 왕이자 자신의 형제 라그나카르를 죽였다. 수아송 왕국을 정복하고 부예 전투가 일어난 남부 갈리아에서 서고트인들을 추방시킨 후, 그는 부르군트, 프로방스 그리고 그의 후임자들에게 결국에는 흡수되는 브르타뉴를 제외한 갈리아 대부분 지역에 프랑크인들의 패권을 이룩했다. 490년대 쯤에, 그는 리푸아리아 프랑크인들을 제외한 마스강 서부의 모든 프랑크인 왕국들을 정복하고 파리시를 그의 중심지로 삼았다. 그는 쾰른을 정복하고 나서인 509년에 최초로 모든 프랑크인들의 왕이 되었다.
클로비스 1세는 자신의 왕국을 네 아들들에게 나눠주었고, 이 아들들은 534년에 부르군트를 패배시키고 합병시켰다. 이들간의 내전은 형제 사이인 킬페리크 1세와 시게베르 1세 통치 시기에 발생했으며, 서로 앙숙이었던 그들의 왕비 브룬힐다와 프레데군다, 이 둘에 의해서 자극을 받아 일어난 것이었고, 이 분쟁은 이들의 아들들과 손자대까지 계속되었다. 아우스트라시아, 네우스트리아, 부르군트 등 세 개의 왕국이 생겨났으며, 각각은 독립적으로 발전하였고 서로에게 영향력을 행사하려 했다. 아우스트라시아의 아르눌프 씨족의 영향력은 아우스트라시아의 정치적 중심부를 라인란트가 있는 동쪽으로 서서히 바뀌게 했다.
프랑크 왕국은 킬리페리크의 아들 클로타르 2세가 613년에 재통일시켜냈고, 클로타르는 부패를 줄이고 자신의 권한을 재차 보장하기 위하여 그의 가신 파리의 에디트에게 가신들을 붙여주었다. 클로타르의 아들이자 후임자인 다고베르트 1세의 군사적 성공 이후로, 여러 왕들 통치하에서 왕실의 권위는 급히 떨어졌고, 이는 전통적으로 les rois fainéants (게으름뱅이 왕)으로 알려졌다. 687년 테르트리 전투 이후, 과거에 왕의 최고 시중 정도로 여겨졌던 각 궁재들은 교황과 귀족들의 승인으로 사실상 권력을 751년까지 장악했다가, 단신왕 피핀이 마지막 메로빙거 왕가의 왕 킬데리크 3세를 폐위시키고 스스로 왕위에 올랐다. 이렇게 새롭게 생겨난 왕조가 바로 카롤링거이다.

### 카롤링거 제국 (751년–843년)
메로빙거 왕조가 이룩한 통일은 카롤링거 르네상스의 지속을 이뤄냈다. 카롤링거 제국은 내전이 야기되었지만, 프랑크의 법률과 로마의 기독교의 결합은 카롤링거 제국의 근본적인 결속을 보장했다. 프랑크식 통치와 문화는 각각의 통치자들과 그들의 의도에 상당히 의존해서 카롤링거 제국의 각각의 지역들은 다르게 발전했다. 통치자의 목적이 그 통치자 가문의 정치적 동맹들에 의존하기는 했지만, 프랑키아의 지배 가문들은 로마와 게르만족에서 뿌리를 했다라는, 공통의 기초적 믿음과 정부의 이념을 공유했다.
프랑크 왕국은 8세기 말에 서유럽의 대부분을 차지하며, 카롤링거 제국을 발전시켰다. 800년에 교황 레오 3세가 프랑크 왕국의 통치자 샤를마뉴를 신성 로마 황제로서 대관을 시키면서, 샤를마뉴와 그의 후계자들은 서로마 제국 황제에 대한 정식적인 후예들로 인식되었다. 이럼에 따라, 카롤링거 제국은 서유럽에서는 고대 로마 제국의 연속으로, 점차 여겨졌다. 이 제국에서 프랑스, 신성 로마 제국, 부르군트를 포함시킨 몇몇 후예 국가들이 생겨났는데, 그럼에도 프랑크로서의 정체성은 프랑스에 가장 가깝게 인식되어 있다.
샤를마뉴 사후에, 유일하게 성인 때까지 살아남은 아들은 황제이자 왕인 루도비쿠스 1세 피우스가 되었다. 하지만 루도비쿠스 피우스 사망 이후로, 모든 살아있는 성인 아들들을 동등하게 여기는 프랑크 문화와 법률에 따라, 프랑크 제국은 루도비쿠스의 세 아들에게 나뉘었다.

## 군사

### 로마군에서 복무
라인강 삼각주에 있다가 시간이 흘러 프랑크인들이 된 부족들을 포함한 게르만족들은 율리우스 카이사르 시기 이래로 로마군에서 복무한 것으로 알려져있다. 260년대 갈리아에서 로마 행정이 붕괴한 이후, 게르만계 부족인 바타비아 출신 포스투무스 휘하 군대는 반란을 일으켰고 그를 황제로 선포하고 질서를 회복했다. 그 이후로 로마군내에 게르만족 병사, 주로 특히 프랑크인들은 승진을 하게 되었다. 몇 십년 뒤에, 메나피이족 출신 카라우시우스는 로마의 영토에 프랑크인 병사와 약탈자들의 지원을 받아 바타비이-브리타니아 잔제국을 세웠다. 마그넨티우스, 실바누스, 아르비티오 같은 프랑크 출신 군인들은 4세기 중반에 로마군에서 지휘권을 가졌다. 암미아누스 마르켈리누스의 이야기에선, 프랑크와 알레만니계 부족 군대가 로마군과 함께 편성되었다는 것이 명백하다.
클로디오의 침입 이후, 라인강 국경에 위치한 로마군은 프랑크화 "프랜차이즈"가 되었고 프랑크인들은 로마 방식의 갑옷과 무기를 지원받는 로마 방식의 징집군으로 알려졌다. 이는 서로마 제국이 멸망한지 한 세기가 넘은, 과거 라인강 일대 군대를 로마 시대 때 선조들 방식의 군단 체계를 아직까지 유지했다고 저술한, 학자 프로코피우스 (서기 500년경 – 565년경) 시기까지는 적어도 지속되었다. 메로빙거 시기의 프랑크인들은 게르만의 관습을 로마의 조직 체계와 일부 중요한 전술적 혁신을 접목시켰다. 갈리아 정복 이전에, 프랑크인들은 다른 로마 제국군과 합쳐서 로마군의 일부로 싸우지 않고, 부족으로서 주로 싸웠다.

### 초기 프랑크인의 군사 관행
프랑크인들의 군사 제도와 병기들에 대한 1차 사료는 암미아누스 마르켈리누스, 아가티아스, 프로코피우스가 있으며, 그 중 아가티아스와 프로코피우스는 고트 전쟁에서 프랑크의 개입에 대해 쓴 동로마 역사가이다.
539년 저서에서 프로코피우스는 말한다:

고트인들과 로마인들이 여러 전쟁으로 고통을 받았다라는 것을 들은, 그 당시 프랑크인들은 ... 그들이 맺은 맹세와 조약의 순간들을 잊고  ... (이 국가와의 신뢰 문제는 전세계에서 가장 믿을 수 없다.), 테우데베르트 1세 휘하의 10만명의 병사를 곧장 모아서 이탈리아로 진군했다. 그들은 지도자들을 위한 소규모의 기병대가 있었고, 그들은 창으로만 무장을 했던 반면, 나머지는 활이나 창도 없는 보병들이었지만, 그들 각자는 검과 방패, 도끼를 들고 다녔다. 도끼의 윗 부분은 두껍고 양쪽의 날은 극도로 날카로웠으며, 나무로 된 손잡이는 엄청 짧았다. 그리고 이들은 맨처음 돌진 신호에 이 도끼를 던져 적들의 방패를 부수고 그들을 죽이는 것에 항상 익숙했다.

프로코피우스의 동시대 인물이자, 그가 종군했던 부대에 관한 기록을 바탕으로 글을 쓴 아가티아스는 말한다:

이 민족들 (프랑크인)의 군장비는 매우 단순하다. ... 그들은 사슬 갑옷이나 각반을 쓸 줄을 모르고 다수는 머리를 보호하지 않고, 소수만이 투구를 썼다. 그들은 가슴을 드러내고 등을 허리까지 노출시켰고, 대퇴부를 가죽이나 리넨으로 덮었다. 그들은 아주 특이한 경우를 제외하면 말을 타지 않았다. 말에서 싸우는 것이 관습적이고 민족적 전통이고 이들은 이것에 능숙했다. 엉덩이에 그들은 칼을 차고 왼쪽에는 그들의 방패를 두었다. 그들은 활이나 슬링을 지니지 않고, 양날로 된 도끼와 그들이 가장 자주 쓰는 안곤을 빼면 투사체 무기가 없다. 안곤이란 너무 길거나 짧지 않은 창이며, 필요하다면 그들은 이것을 재블린처럼 던져서 쓰고 백병전에서도 사용한다.

위의 인용들은 6세기 프랑크 국가의 군사 관행에 대한 설명으로써 사용되었고 심지어는 카를 마르텔의 개혁 (8세기 중반 초) 이전의 전체 시기에 대한 추론으로 여겼던 반면에, 제2차 세계 대전 이후의 역사 문헌들은 갈리아 정복을 시작한 시기부터 프랑크 군사에 상속받은 로마의 특징들을 강조했다. 이 비잔틴의 저자들은 몇몇 모순과 의견 불일치를 나타낸다. 프로코피우스는 프랑크인들의 창 사용을 부정하는 반면 아가티아스는 창이 프랑크인들의 기본적인 무기 중 하나라고 했다. 그들은 프랑크인들이 주로 보병들이며, 도끼를 던지고 칼과 방패를 가지고 다닌다는 것은 일치한다. 두 작가들 모두 동시대의 갈리아 지역의 작가들 (시도니우스 아폴리나리스, 투르의 그레고리우스)의 증언과 고고학적 증거들에는 모순된다. 7세기 초, 라인란트 또는 리푸아리아 프랑크인들의 법률인 리푸아리아법은 현물로 속죄금을 지불할 때, 여러 상품들의 가치를 명시하는데, 창과 방패는 겨우 2 솔디우스이며, 검과 검집은 7 솔디우스, 투구는 6 솔디우스, 금속으로 된 튜닉은 12 솔디우스다. 스크래머색스와 화살촉들은 비잔틴 작가들이 이러한 것들이 프랑크인들에게 있었다고 하지 않았음에도, 프랑크인들의 무덤에서 대량으로 발견된다.

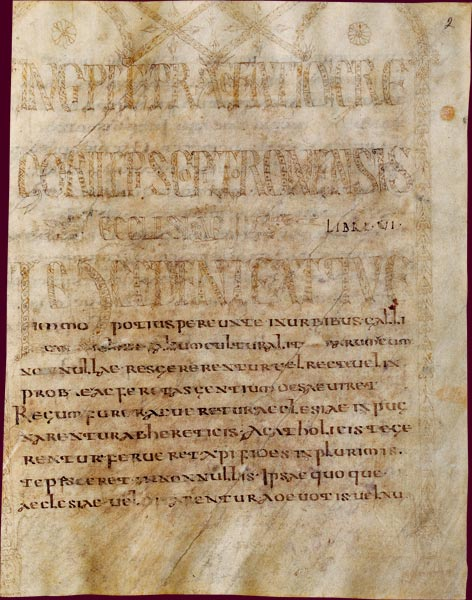
그레고리우스의 프랑크인의 역사 (Historia Francorum) 서면

그레고리우스의 증언과 살리카법은 초창기 프랑크인들이 기마민족이었음을 암시한다. 사실, 일부 현대 역사가들은 프랑크인들이 몸집이 거대한 말들을 너무 많이 보유해서 말들로 땅을 갈게 할 수 있었고 그리하여 그들이 이웃한 다른 민족들보다 농업적 기술 진보를 이뤘다라는 가설을 세웠다. 리부아리아법은 당나귀 한 마리의 가치는 소 한마리나 방패와 창의 가치와 같으며, 2 솔디우스와 7살 된 종마 한 마리는 검 한자루와 칼집과 같다고 명시하며, 이는 말이 상대적으로 흔했음을 나타낸다. 아마 비잔틴 작가들은 프랑크의 말들이 그리스의 말에 살대적으로 무의미하다고 여겼을 것이며, 이것이 아마 틀림없을 것이다.

### 메로빙거 시기 군사

#### 구성과 발전
프랑크의 군사 체제는 갈리아에 있었던 과거부터 존재한 로마의 체계의 상당수를 특히, 5세기 말과 6세기 초 때 클로비스 1세의 정복 전후 기간에 받아들였다. 프랑크의 군사 전략은 요새화된 중심지 (Castra, 카스트라)의 유지를 중점으로 삼았고, 보통 이 중심지들은 민병대나 게르만족 혈통을 가진 과거 로마의 용병들인 라이티들이 지켰다. 갈리아 전역에서, 로마 병사들의 후손들은 로마군의 군복을 입고 자신들의 의례적인 임무 수행을 계속했다.
프랑크인 왕 바로 아래에 있는 군사 계층들은 레우데스 (leudes)이며, 이들은 프랑크 왕에게 충성을 한 이들로서, 일반적으로 궁정 밖에서 복무하는 '고참병들' 이었다. 프랑크 왕은 트루스테 (truste)라 불리는 정예 호위 부대를 두었다. 트루스테 부대원은 군사 및 치안 목적으로 설치된 주둔지인 센탄나이 (centannae)에서 자주 복무했다. 항시 왕의 호위대는 안트루르스티오네스 (antrustiones, 군대에서 귀족 고참병들)와 푸에리 (pueri, 신참 귀족 병사와 비귀족 출신)으로 이뤄졌다. 모든 고위 계급은 푸에리를 두었다.
프랑크의 군대는 프랑크인들과 갈로로마인으로만 구성하지 않고, 색슨인, 알란족, 타이팔리족, 알레만니인들도 포함됐다. 부르군트 정복 (534년) 이후, 부르군트의 훌륭히 조직된 군사 제도들은 프랑크 왕국으로 흡수되었다. 그 중에 가장 으뜸은 부르군트 최고 사령관의 지휘하에 있는 상비군이었다.
프레데군트와 브룬힐다가 부추긴 전쟁이 벌어지던, 6세기 말에 메로빙거 군주들은 지역 징집군이라는 새로운 요소를 자신들의 군대에 도입했다. 징집군은 징병제와 유사한, 소집시에 군역을 하기로 요구된, 한 구역의 신체 튼튼한 모든 사내들로 이뤄졌다. 지역 징집군은 한 도시와 그 근교에만 적용됐다. 처음에는 왕이 징집군을 소집할 수 있는 권한이나 힘을 가진 네우스트리아내와 아키텐, 서부 갈리아의 특정 도시들에서만 이뤄졌다. 지역 징집군의 지휘관들은 도시 수비대의 지휘관들과는 항상 달랐다. 종종 지역 징집군들은 그 구역의 백작들의 지휘를 받았다. 왕국 전체에 적용되고 농민들 (pauperes와 inferiores)도 포함하는 광역 징집군은 극히 드문 경우였다. 광역 징집군은 왕의 명령으로 여전히 이교도인 라인강 너머의 부족공국내에서도 만들어졌다. 색슨인과 알레만니인, 튀링겐인들 모두 징집 체계를 두었고 프랑크 군주들은 부족공작들이 프랑크 군주에 대한 관계를 끊기 시작한, 7세기 중반까지 이들의 징집병에 의존했다. 튀링겐의 라둘프는 640년에 지게베르트 3세를 상대로 한 전쟁을 위해 징집병을 소집했다.
곧 지역 징집군은 아우스트라시아와 로마화가 덜 진행된 갈리아 지역에도 전파됐다. 중간 정도의 수준에서, 프랑크의 왕들은 아우스트라시아 (로마에서 기원을 한 주요 도시들을 가지지 않았던) 지방에서 지방 징집군들을 모집하기 시작했다. 하지만 모든 형태의 징집군은 다고베르트 1세 집권기 이후인 7세기에 점차 사라졌다. 이른바 루아 페네앙 시기에, 징집군들은 아우스트라시아에서는 루아 페네앙 중반에, 부르군트와 네우스트리아에서는 말에 사라졌다. 중앙 정부인 프랑크 군주에게서 빠르게 독립적이 되어가던 아키텐이 유일하게 정교한 군사 체계를 8세기에도 지속했다. 7세기 중반과 8세기 초의 메로빙거가 다스리는 갈리아에서, 주요 군사 관련자는 종자라고 불린 무장한 무리들을 두고 있던 비전문가들인 고위 성직자들이 되었다. 주로 로마에서 기원을 했거나 강력한 왕의 혁신들에서 이뤄진, 메로빙거 시기 군사의 다른 측면들은 8세기 쯤에 사라졌다.

#### 전략 및 전술, 장비

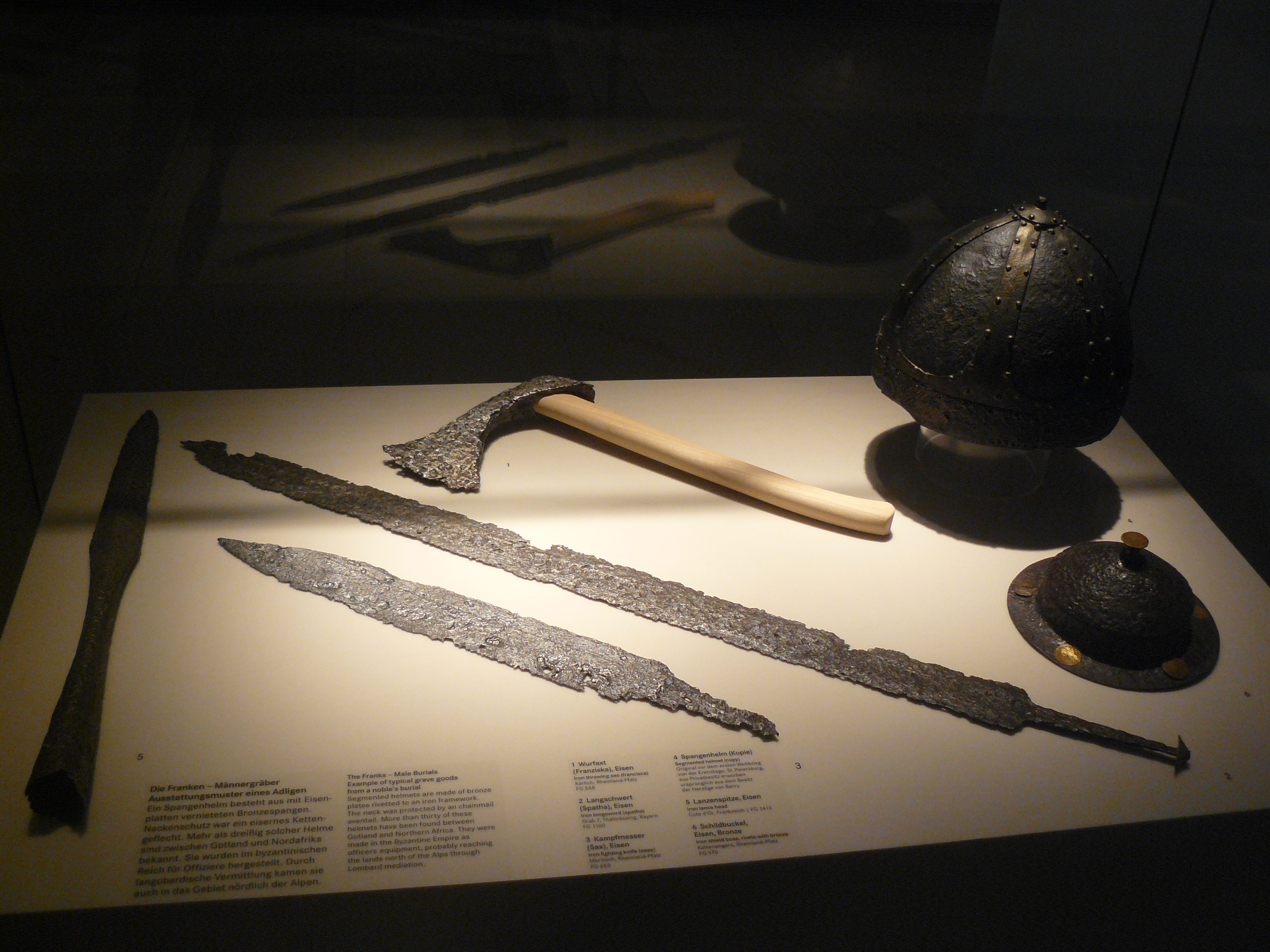
프랑크족의 장비

메로빙거 시기 군대는 사슬갑옷, 투구, 방패, 랜스, 검, 활과 화살, 군마를 사용했다. 사병들의 장비는 로마 제국 말기의 갈로로마인 potentiatores들의 것과 비슷했다. 아르모리카에 정착한, 알란족 기병대라는 요소는 12세기에 브르타뉴인들의 교전 방식에 영향을 주었다. 지역의 도심 징집군들은 꽤나 잘 무장할 수 있었고 심지어는 기병이기도 했지만, 많은 일반적인 징집군들은 주로 농기구 같은 비효율적인 무기를 든 농민들인 pauperes와 inferiores였다. 라인강 동쪽의 민족들인 프랑크인, 색슨인, 심지어는 웬드족 (가끔 동원을 위해 소집됨)들은 기본적인 갑옷을 입고 창과 도끼 같은 무기를 들었다. 이들의 일부는 말을 탔다.
메로빙거 사회는 군사화된 성질을 가졌다. 프랑크인들은 매년 3월 1일에 정기 모임을 소집하여, 왕과 휘하 귀족들이 트인 넓은 평야에 모여 다가오는 다음 시기의 목표를 결정했다. 이 회의는 프랑크 군주의 힘을 대신 보여주는 것이었고 휘하 군대들의 충성을 유지하는 방법이었다. 내전 시기에, 메로빙거 왕들은 요새화된 지역을 유지하고 공성 무기 사용에 집중했다. 외부의 적들을 상대로 한 전쟁에서, 전쟁 목표는 노획물 획득이나 조공 강요가 전형적인 것들이었다. 라인강 너머 지역들에서만 메로빙거 왕조는 인근 민족들에 대한 정치적 지배권을 늘리려했다.
전술적으로, 메로빙거 왕조는 로마인에게서 많은 영향을 받았는데, 특히 공성 전술면에서 그랬다. 프랑크인의 전투 전략은 유연하지 못했고 특정한 상황의 전투에서만 맞춰졌다. 이러한 전술의 구실은 끊임없이 계속됐다. 기병이 군대의 큰 부분을 차지했으나, 병력들은 하마하여 싸우기 위해 말에서 내려왔다. 메로빙거 왕조는 루아르강, 론강, 라인강에서 사용하던 배들을 동원된, 515년에 테우데리쿠스 1세가 데인인을 상대로 해전을 펼치며, 해군을 증강을 할 수 있었다

## 문화
현대 언어학계에서, 초기 프랑크어는 "고대 프랑크어" 또는 "고대 프랑켄어" 등 다양히 불리고, 600년과 700년 사이 제2차 게르만어군 자음 변화가 일어나기 전 프랑크인들의 서게르만어군 억양을 가리킨다. 이 자음 변화 후에 프랑크 억양들은 갈라졌는데, 오늘날의 네덜란드어가 된, 프랑크 억양은 자음 이동이 진행되지 않은 반면에 나머지 모든 억양들은 그 변화의 정도가 다양했고 그로 인해 커다란 독일어 억양 범위의 일부가 됐다.
프랑크어는 베르하커르 비문 같이 동시대 프랑크인들의 영토에서 발견된, 소수의 룬문자를 제외하고는, 직접적으로 증명되지 않았다. 고대 네덜란드어와 고대 프랑크 간에 구별은 고대 네덜란드어 (고대 저지 프랑켄어라고도 불림)가 제2차 게르만어군 자음 변화에 이후에 영향을 받은 것과 영향을 받지 않은 변형 사이를 분별하는 용어로 사용되면서, 크게 중요하지 않다.
고대 프랑크어의 어휘의 놀라운 양은 네덜란드어를 통한 비교 연구법을 통해서 뿐만이 아니라 고대 프랑스어에서 발견된 초기 게르만어 차용어를 살펴봄으로써, 재건되었다. 동시대 갈로로마인들의 어휘와 음운에 대한 고대 프랑크어의 영향력은 오랜 기간 학문적 논쟁 사항이었다. 프랑크어 영향력은 nord "북쪽", sud "남쪽", est "동쪽", ouest "서쪽" 등 네 개의 주요 방향의 대한 지시와 최소한 1,000개 이상의 추가적인 어간들이 포함된다고 여겨진다.

### 미술과 건축

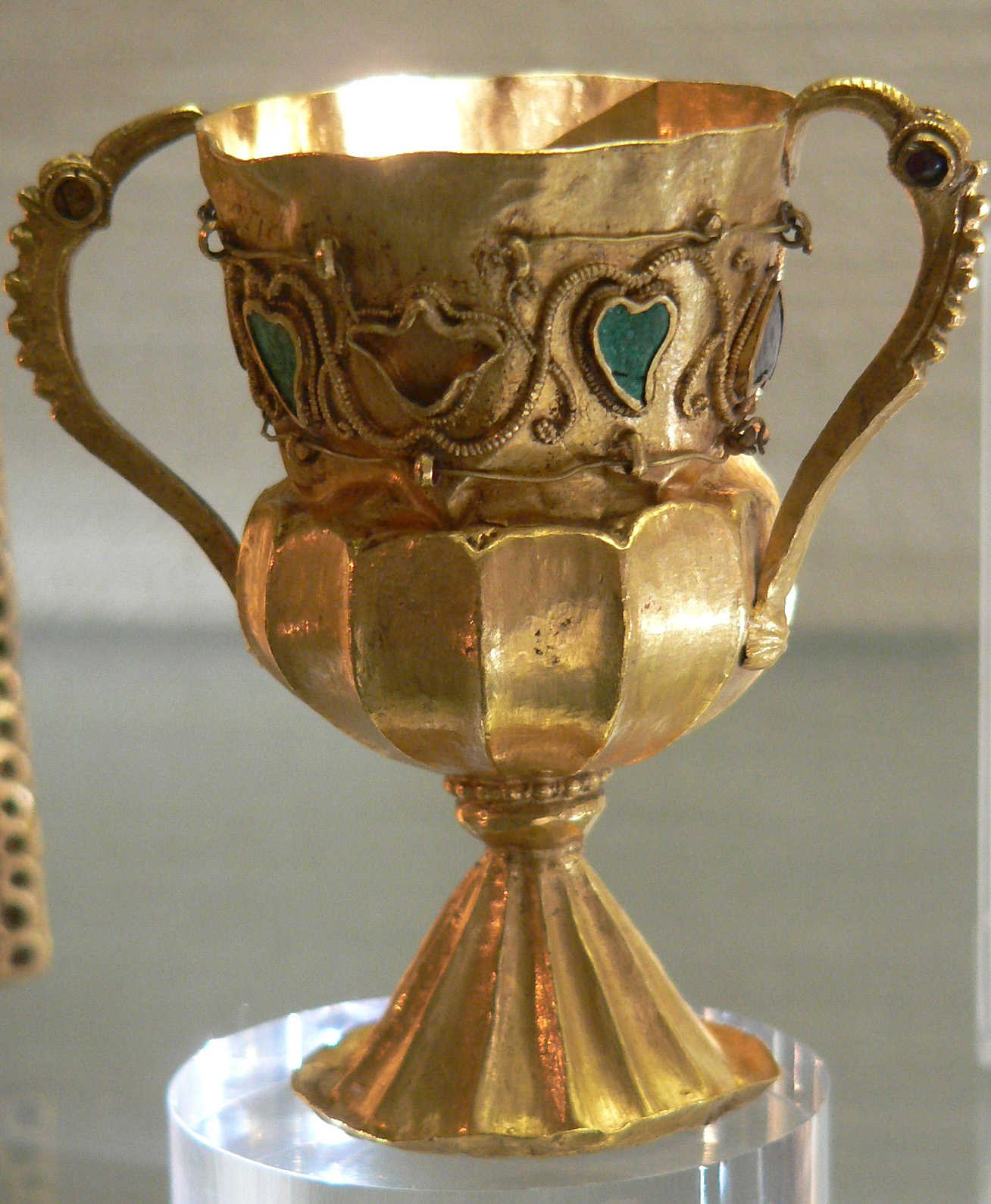
구르동 보물에서 성작.

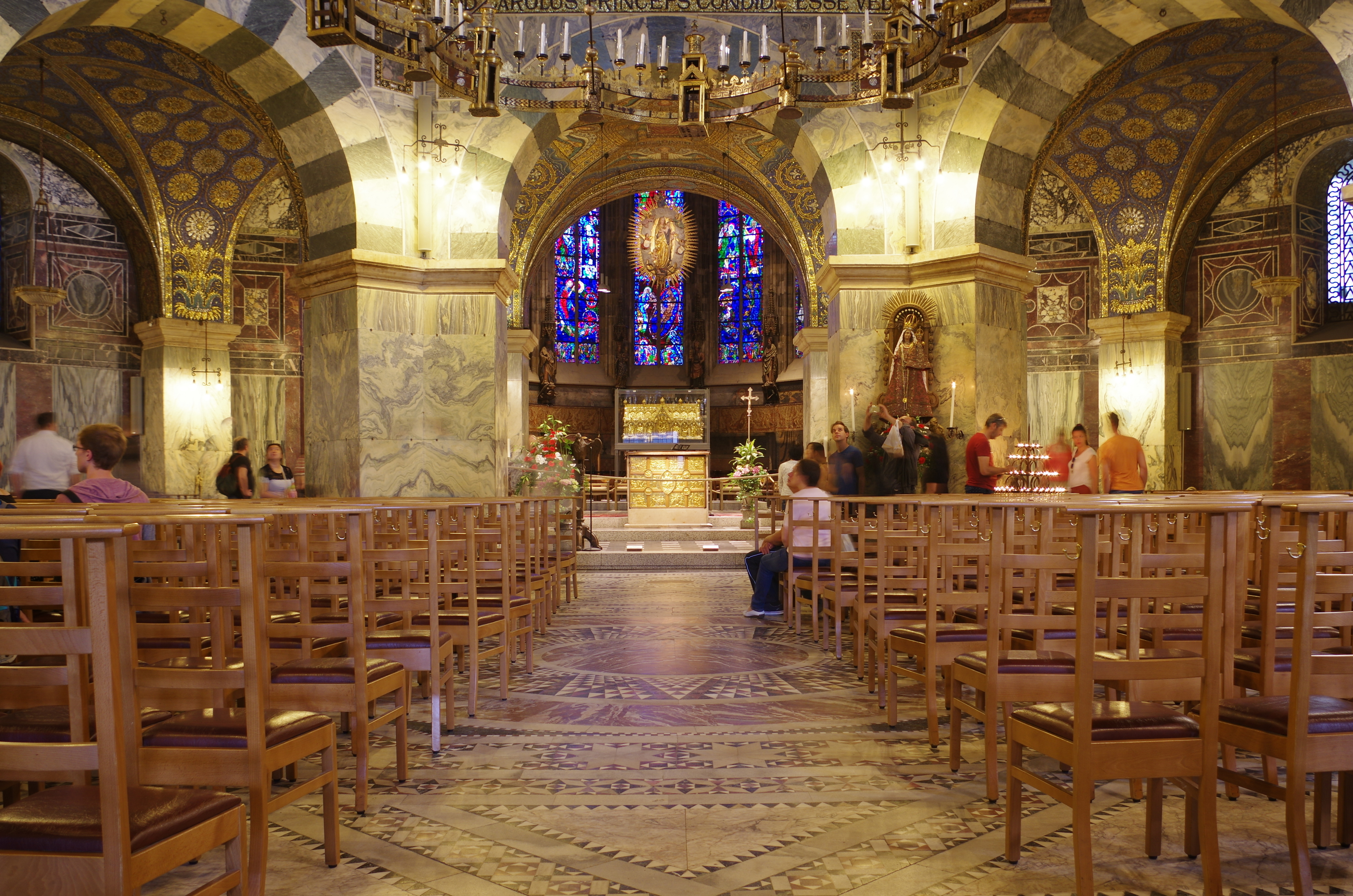
카롤링거 예술의 정점인 독일 아헨의 왕궁 예배당.

초기 프랑크 미술과 건축은 민족 대이동시기 미술이라고 알려진 시기에 속하며, 남아있는 것은 거의 없다. 그 시기 후기는 카롤링거 미술로 불리거나, 특히 건축 분야에서는 프리로마네스크라고 일컫는다. 극 소수의 메로빙거 건축물이 보존되고 있다. 초창기 교회들은 그 시대 더 커다란 교회의 예시로는 바실리카 양식과 함께, 목제로 지어진 것으로 보인다. 가장 잘 보존된 예시로 푸아티에에 있는 세례당은 갈로로마 양식의 세 개의 애프스를 가진 건물이다. 많은 소규모의 세례당들을 남부 프랑스에서 볼 수 있는데, 이 건물들은 유행에서 뒤쳐진 것들로, 개선되지 않아서 그들이 가진 모습들을 계속 유지하였다.
장신구 (브로치 등), 무기 (장식된 손잡이가 있는 검 등), 의류 (케이프, 샌들 등 포함) 등이 많은 매장지들에서 발견되었다. 1959년에 발견된 아레군트 여왕의 무덤과 524년부터 파묻혀있던 구르동 보물들이 그 대표적 예시이다. 수많은 동물 형태관 표현들이 있는 겔라시우스의 전례서같이, 소수의 메로빙거 시기의 채색된 필사본들도 남아있다. 프랑크인들의 유물들은 브리튼 제도에서 나온 것들과 비교할 때, 다양한 양식 그리고 고대 후기의 모티프의 사용과 미술품 및 생산품에서 낮은 숙련도의 기술과 세련됨을 보여준다. 하지만 적은 양만이 존재하여, 이 시기의 유물의 최고 상태는 나타나지 않을 지도 모른다.
카롤링거 르네상스의 중심지에서 만들어진 이 유물들 (초창기의 것에서 변화를 나타내기도 하는)은 꽤나 많은 양이 존재한다. 이 시기의 미술품들은 필요로 한 곳이라면 외국에서 데려온 미술가들을 이용하여, 샤를마뉴가 아낌없이 투자하고 부추켰고, 카롤링거 시기의 발전품들은 미래 서양 미술사에서 결정적이었다. 적당한 수가 남아있는, 카롤링거의 채색 필사본과 상아로 된 명판들은 질적인 면에서 콘스탄티노폴리스의 것들과 필적했다. 카롤링거 건축 양식에서 남아있는 것 중에서 가장 중요한 것은 아헨 왕궁 예배당으로, 라벤나의 산비탈레 성당의 인상적이고 당당한 각색작이며, 산비탈레의 기둥 몇 개를 가져오기도 했다. 센툴라 및 장크트갈렌의 수도원들이나 오래된 쾰른 대성당 같은 다른 중요한 건물들도 재건되고나서부터는 존재한다. 이 커다란 건축물들은 망루 용도로 만들어졌다.

## 종교
프랑크 귀족들의 상당한 비율은 기독교 (메로빙거의 프랑크 교회)로 개종한 클로비스 1세를 재빨리 따랐다. 프랑크 지배하에서 모든 이들의 개종은 상당한 시간과 노력이 요구되었다.

### 전통 신앙

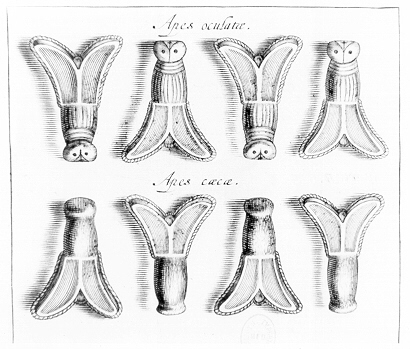
킬데리크 1세의 무덤에서 발견된, 금으로 된 벌 또는 파리를 그린 그림

프랑크 전통 신앙의 모사는 1차 사료들에서 발견할 수 있지만, 이 자료들의 의미는 언제나 명확하지 않다. 현대 학자들의 해석은 크게 다르지만, 프랑크 신화가 게르만 신화의 다양한 특징들을 상당히 공유했을 것이다. 프랑크인들의 신화는 게르만족의 다신교 형태였을 것이다. 프랑크 전통 신앙은 굉장히 의례적이었다. 많은 일상 활동들이 다양한 신들 가운데에 자리 잡았고, 그 중에 가장 주요한 신은 물의 신인 퀴노타우르였을 것으로 보이며, 메로빙거 왕조는 그들의 선조들이 그에게서 전래했다고 여겨졌다. 프랑크인들의 신 대부분은 토착 전승들과 자신들이 신성시한 인물들, 특정 지역과 관련된 권력자들과 연관이 되어있으며, 그밖에 신들을 숭배하거나 두려워하지 않았다. 대부분의 신들은 기독교의 신과는 대조적으로, 형태를 가지거나 특정한 물체와 연관이 있는 “현세적”이었다.
프랑크 전통 신앙은 킬데리크 1세의 매장지에서도 관찰되며, 왕의 시신이 많은 벌들로 장식된 천에 덮인 체에서 발견되었다. 벌들이 프랑크인들의 전통 무기 안곤 ("쏘다"라는 뜻)의 독특한 창 끝과 연관이 있을 것으로 보인다. 플뢰르 드 리스가 안곤에서 전래됐을 가능성도 있다.

### 기독교
4세기의 실바누스처럼 일부 프랑크인들은 일찍이 기독교로 개종했다. 493년에 클로틸다라는 이름의 부르군트인 출신 로마 가톨릭교도와 혼인한, 클로비스 1세는 톨비아크 전투에서 알레마닌니족에게 결정적인 승리를 거두고 나서, 성 레미에게 세례를 받았다. 투르의 그레고리우스에 의하면, 3천명이 넘는 그의 군사들이 클로비스와 같이 세례를 받았다고 한다. 클로비스의 개종은 유럽 역사에서 깊은 영향을 미쳤는데, 당시에 프랑크인들은 주로 아리우스파였던 귀족층들을 제외하면 유일무일한 기독교화된 게르만족들이었고 이것이 로마 가톨릭교회와 점차 강해지는 프랑크인들 간에 자연스럽게 우호적인 관계로 이끌었다.
많은 프랑크 귀족들이 기독교로 개종하는 클로비스를 재빨리 따랐지만, 클로비스의 모든 피지배자들에 대한 개종은 상당한 노력 끝에 이뤄진 것이었고, 일부 지역들은 2세기 이상이 걸렸다. 파리의 디오니시우스 연대기는 클로비스의 개종 이후로, 이 사건에 불만스러워하던 많은 이교도들이, 클로비스가 초창기에 힘을 모으는 데 중요한 역할을 했었던, 라그나카르 주위로 결집했다고 언급한다. 정확한 사유는 이 문서에서 명확하지는 않지만, 클로비스는 라그나카르를 처형시켰다. 남아있는 소규모의 저항은 지역마다 주로 수도원의 증가하는 네트워크망 때문에 극복되었다.

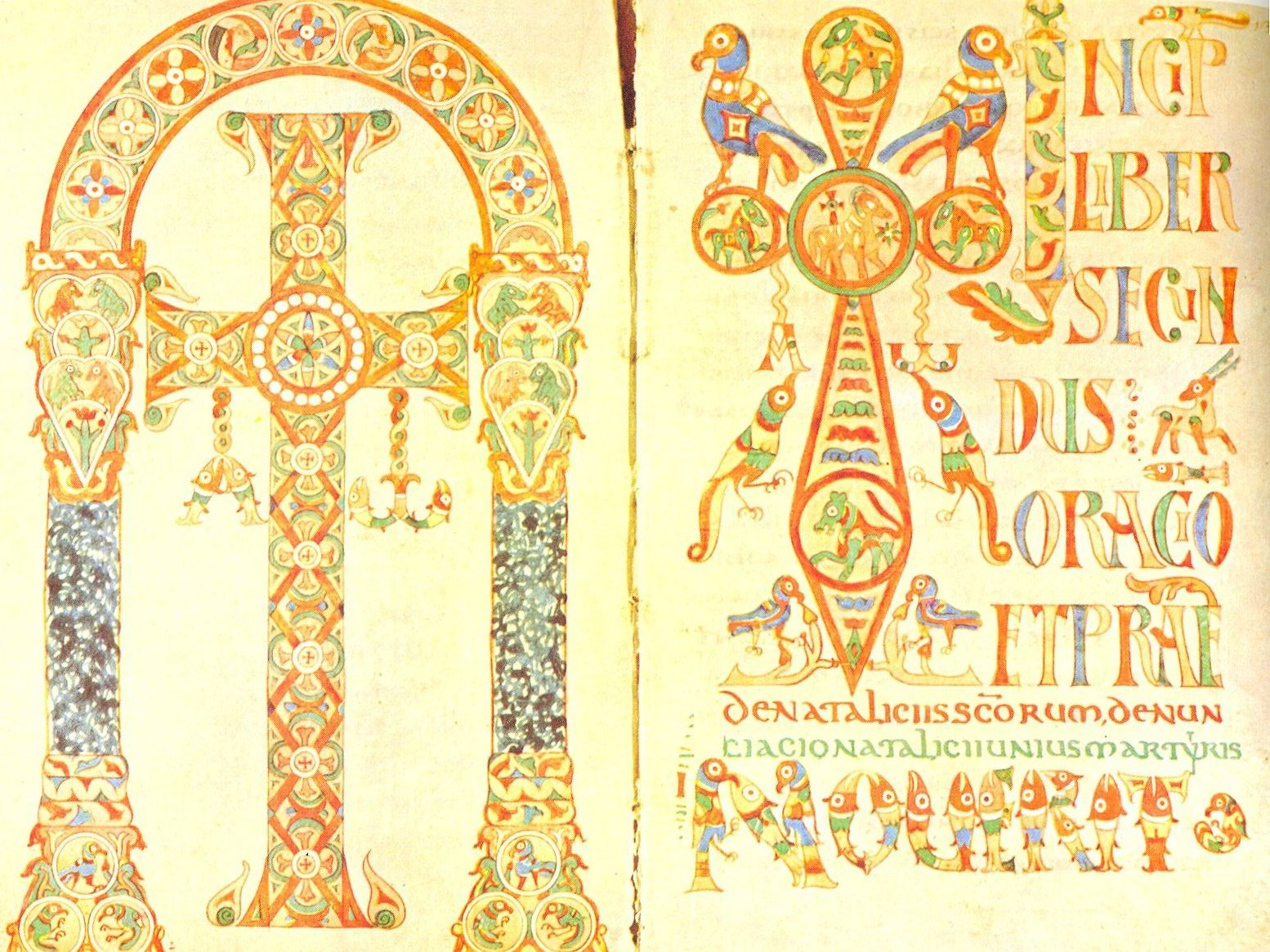
750년경 겔라시우스의 전례서

메로빙거 교회는 내부와 외부, 두 세력들에 의해서 만들어졌다. 메로빙거 교회는 그들의 문화로 바꾸기를 저항했고, 이교도들의 감성을 기독교화시키고, 이교도 게르만 전통에 뿌리깊게 관련된 메로빙거 왕위 형태에 새로운 이론적 근거를 제공했고, 아일랜드와 기독교의 앵글로색슨 개종 활동, 교황청의 요구사항들 제공을 해줬던, 확립된 갈로로만 계급과 타협해야만 했다. 카롤링거의 수도원 개혁과 교회 당국의 관계는 프랑크 교회의 정점이었다.
점점 더 부유해진 메로빙거 엘리트층들은 아일랜드 선교사 콜롬바누스를 포함한 많은 수도원에 기부를 했다. 5, 6, 7세기 프랑크 사회에 은둔주의에 대한 두 개의 주요 물결이 목격되었는데, 이것은 모든 수도사들과 은둔자들이 베네딕도 규칙서를 따르도록 요구하는 법제화로 이어졌다. 때때로 교회는 신비로운 왕가의 혈통에 의존하여 통치하기를 주장하고 자신들 이교도 선조들의 다신교 신앙으로 되돌리려던 메로빙거 왕들과 어려운 관계를 갖기도 했다. 로마는 프랑크인들이 갈리아 전례를 로마 전례로 바꾸도록 서서히 부추겼다. 로마 전례가 고위 성직자 직위들을 차지하자, 메로빙거 교회는 의존적이게 되었고 교황은 그들의 선호가 되었다.

## 법률
다른 게르만족들처럼, 프랑크인들의 법률도 스칸디나비아의 법률암송가와 유사한, “라힘부르크스”(rachimburgs)들이 암기하여 전승되었다. 프랑크의 법률이 성문화되어 처음 등장한 6세기 쯤에, 잘리어 프랑크인들의 살리카법과 리푸아리아 프랑크인들의 리부아리아법, 두 가지 기초 법률 구분이 있었다. 루아르강 남쪽의 갈로로마인들과 성직자들은 전통적인 로마법을 유지했다. 게르만법은 사유물의 보호에 관해서 상당히 치중했고 국가의 이익 보호에 관해서는 덜 관심을 두었다. 미셸 루슈 (Michel Rouche)에 따르면, "프랑크인 판사들은 로마인 판사들이 쿠리알레스 (라틴어: curiales)나 도시 집단체의 고문관에 대한 재정 의무 등이 포함된 사건에 전념한 만큼 개 도둑 등이 포함된 사건에 보다 많이 전념했다."라고 한다.

## 유산

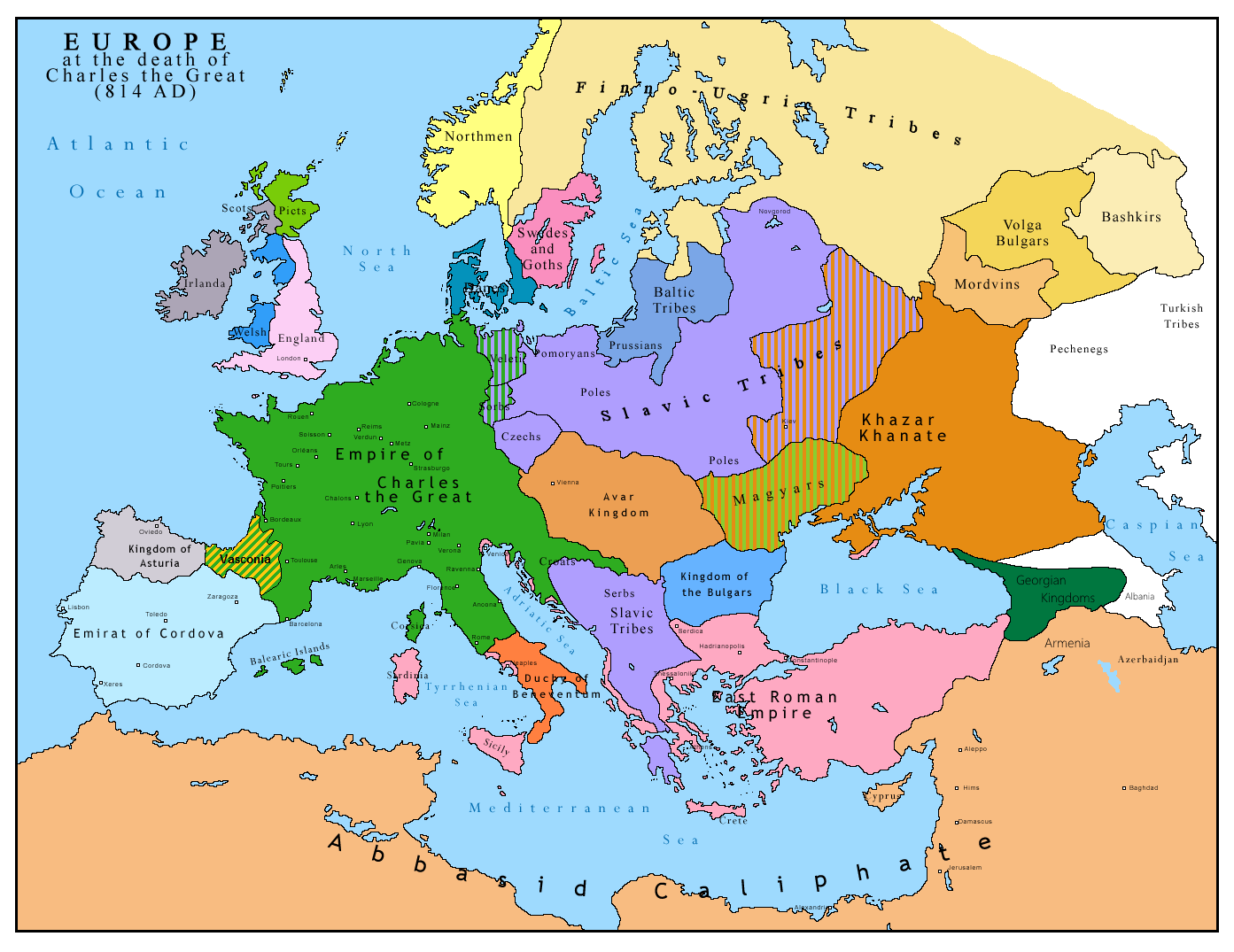
814년 때 카롤링거 제국 (녹색)

프랑크인이라는 용어는 중세 라틴 교회의 기독교 국가 (그리고 유럽 너머 아시아에서도)와 이웃하고 있는 많은 동방 정교회인들과 무슬림들이 로마에 있는 교황의 권위 하에서 라틴 전례의 기독교를 따르는, 서유럽과 중앙 유럽 출신 유럽인들에 대한 일반적인 동의어로 사용했다. 유사하게 쓰이는 또다른 용어로는 라틴인이 있었다.
현대 역사가들은 국적에 상관없이, 동부 지중해에서 라틴 전례를 따르는 기독교인으로서 프랑크인이나 라틴인으로 자주 나타내고, 반면 정교회 기독교인들을 로마이오스와 루미 (로마인) 등의 단어로 사용한다. 많은 그리스 섬들에서, 여전히 가톨릭 교도들을 Φράγκοι (프랑고이)나 프랑크인이라고 나타내며, 반면 시로스섬에서는 Φραγκοσυριανός (프랑소시리아노스)라고 부른다. 십자군들의 그리스 섬 지배기를 오늘날에는 프랑고크라티아 (프랑크인의 지배)라고 알려졌다. 중동 (특히 레반트)에 거주하는 라틴 교회 기독교인들은 프랑코 레반트인이라 불렸다.
13-14세기 몽골 제국 기간에, 몽골인들은 유럽인들을 가리키는데 "프랑크인"이라는 단어를 사용했다. 프랑기스탄 ("프랑크인들의 땅")이라는 용어는 무슬림들이 기독교가 주류인 유럽을 가리키는데 사용됐고 이란과 오스만 제국에서도 수 세기간 일반적으로 사용되었다.
중국인들은 1520년대 튄문 전투와 산차오완 전투에서 포르투갈인을 포르투갈어: Folangji 佛郎機 ("프랑크인")이라고 불렀다. 일부 다른 관화 변형에서는 파흐란키 (Fah-lan-ki)라고 발음한다.
칭기즈 (장덕제) 집권기 동안에 (1506), 파흐란키 (또는 프랑크인)이라 불린 서쪽에서 온 외국인들은 자신들이 조공을 갖고 있다고 말하면서, 갑작스럽게 보문으로 들어와, 그들의 거대한 대포로 먼 곳과 가까운 곳에 겁을 주었다. 이 소식이 조정에 보고되자, 그들을 즉시 쫓아버리고, 무역을 중단하라는 어명이 떨어졌다.— 새뮤얼 웰스 윌리엄스

지중해 링구아 프랑카 (또는 프랑크계열 언어)는 지중해 항구의 기독교도 유럽인들과 무슬림들이 11세기 쯤에 처음 사용한 피진으로, 19세기까지 사용되었다.
프랑크에서 파생된 단어들에는 다음을 포함한다.:
- Frangos (Φράγκος) - 그리스어
- Frëng - 알바니아어
- Frenk - 튀르키예어
- al-Faranj, Afranj, Firinjīyah - 아랍어[60]
- Farang, Farangī - 페르시아어, Faranji - 타지크어.[61]
- Ferengi 또는 Faranji - 일부 투르크계어
- Feringhi 또는 Firang - 힌두어, 우르두어 (페르시아어에서 전래)
- Phirangee - 일부 인도계 언어
- Latn Parangiar - 타밀어
- Latn Parangi - 말라얄람어; - 싱할라어 (특히 포르투갈인들을 나타냄)
- Barang - 크메르어
- Feringgi - 말레이어
- Folangji[62] 또는 Fah-lan-ki(佛郎機), Fulang[63] - 중국어
- Latn Farang[*] (ฝรั่ง) - 태국어.[64]
- Pirang ("금발"), Perangai ("temperament/al") - 바하사 인도네시아어

태국 어법에서, 파랑 (ฝรั่ง, Farang)은 아무 유럽인들을 가리킬 때 사용할 수 있다. 베트남전 기간에 태국에 미군이 주둔 했을 때, 아프리카계 미국인과 접촉한 태국인들은 그들 (일반적으로 아프리카계 조상들을 둔 사람들)을 Farang dam ("까만 파랑", ฝรั่งดำ이라 불렀다. 이러한 단어들은 때로는 유럽인들이나 프랑크인들이 소개한 물건이나 신물, 생물체를 뜻하기도 했다. 예시로, 크메르어에서 "프라이드 치킨"을 나타내는 môn barang는 칠면조를 가리키고, 태국어에서, Farang은 유럽인 그리고 400년 전에 포르투갈 상인들이 전한 구아바 열매 두 이름을 뜻한다. 동시대 이스라엘의 이디시어에서,  단어 פרענק (Frenk)는 미즈라흐 유대인을 나타내며, 강한 경멸적 의미를 암포한다.
일부 언어학자들 (얀 텐트 박사와 폴 게러티 등)은 사모아어와 일반적인 폴리네시아어에서 유럽인을 나타내는, Palagi (Puh-LANG-ee으로 발음) 또는 Papalagi이는 같은 어군일 것이며, 태평양 섬 사람들과 말레이인들 간에 접촉으로써, 얻어진 차용어일 수 있다고 한다.

## 같이 보기
- 프랑크인의 왕
- 프랑크인의 지배

### 참고
1. ↑  800년에 샤를마뉴의 대관식

## 참고 자료

### 1차 자료
- 프레데가르
  - Fredegarius; John Michael Wallace-Hadrill (1981) [1960]. 《Fredegarii chronicorum liber quartus cum continuationibus》 (라틴어영어). Greenwood Press.
  - Unknown (1973). 《Liber Historiae Francorum》. 번역 Bachrach, Bernard S. Coronado Press.
  - Woodruff, Jane Ellen; Fredegar (1987). 《The Historia Epitomata (third book) of the Chronicle of Fredegar: an annotated translation and historical analysis of interpolated material》. Thesis (Ph.D.). University of Nebraska.

- 투르의 그레고리우스
  - Gregory of Tours. “Libri Historiarum”. 《The Classics Page: The Latin Library》 (라틴어). thelatinlibrary.com.
  - Gregory of Tours (1997) [1916].  Halsall, Paul, 편집. 《History of the Franks: Books I–X (Extended Selections)》. 《Medieval Sourcebook》. 번역 Ernst Brehaut (Columbia University Press; Fordham University). 2014년 8월 14일에 원본 문서에서 보존된 문서. 2019년 2월 5일에 확인함.
  - Gregory (1967). 《The History of the Franks》. 번역 O. M. 달튼. Farnborough: Gregg Press.
- 암미아누스 마르켈리누스
  - 마르켈리누스, 암미아누스 (2007) [1862]. 《Roman History》. 번역 Roger Pearse. Bohn; tertullian.org.
- 프로코피우스
  -  Procopius (2008). 《History of the Wars》. 번역 H.B. Dewing  – 위키문헌 경유.

### 2차 자료
- Bachrach, Bernard S. Merovingian Military Organization, 481–751. University of Minnesota Press, 1971. ISBN 0-8166-0621-8
- Collins, Roger. Early Medieval Europe 300–1000. MacMillan, 1991.
- Geary, Patrick J. Before France and Germany: the Creation and Transformation of the Merovingian World. New York: Oxford University Press, 1988. ISBN 0-19-504458-4
- Geipel, John (1970) [1969]. 《The Europeans: The People — Today and Yesterday: Their Origins and Interrelations》. PEGASUS: a division of Western Publishing Company, Inc.
- Greenwood, Thomas (1836). 《The First Book of the History of the Germans: Barbaric period》. Longman, Rees, Orne, and Co..
- Halsall, Guy (2007), 《Barbarian Migrations and the Roman West 376-568》
- Howorth, Henry H. (1884). “XVII. The Ethnology of Germany (Part VI). The Varini, Varangians and Franks. — Section II”. 《Journal of the Royal Anthropological Institute》 (Trübner & Co.) 13: 213–239. doi:10.2307/2841727.
- James, Edward (1988). 《The Franks》. The Peoples of Europe. Oxford, UK; Cambridge, Massachusetts: Basil Blackwell. ISBN 0-631-17936-4.
- Lewis, Archibald R. "The Dukes in the Regnum Francorum, A.D. 550–751." Speculum, Vol. 51, No 3 (July 1976), pp 381–410.
- McKitterick, Rosamond. The Frankish Kingdoms under the Carolingians, 751–987. London: Longman, 1983. ISBN 0-582-49005-7.
- Murray, Archibald Callander, and Goffart, Walter A. After Rome's Fall: Narrators and Sources of Early Medieval History. University of Toronto Press: Toronto, 1998.
- Nixon, C. E. V. and Rodgers, Barbara. In Praise of Later Roman Emperors. Berkeley, 1994.
- Nonn, Ulrich (2010), 《Die Franken》
- Noske, Roland (2007). 〈Autonomous typological prosodic evolution versus the Germanic superstrate in diachronic French phonology〉.   Aboh, Enoch; van der Linden, Elisabeth; Quer, Josep;  외. 《Romance Languages and Linguistic Theory》 (PDF). Amsterdam; Philadelphia: Benjamins. 2016년 3월 3일에 원본 문서 (PDF)에서 보존된 문서. 2019년 2월 5일에 확인함.
- Perry, Walter Copland (1857). 《The Franks, from Their First Appearance in History to the Death of King Pepin》. Longman, Brown, Green, Longmans, and Roberts.
- Pfister, M. Christian (1911). 〈(B) The Franks Before Clovis〉.   Bury, J.B. 《The Cambridge Medieval History》. Volume I: The Christian Roman Empire and the Foundation of the Teutonic Kingdoms. Cambridge University Press.
- Schutz, Herbert. The Germanic Realms in Pre-Carolingian Central Europe, 400–750. American University Studies, Series IX: History, Vol. 196. New York: Peter Lang, 2000.
- Wallace-Hadrill, J. M. The Long-Haired Kings. London: Butler & Tanner Ltd, 1962.
- Wallace-Hadrill, J. M. The Barbarian West. London: Hutchinson, 1970.